# Джеферсън (окръг, Илинойс)
Вижте пояснителната страница за други населени места с името Джеферсън.
Окръг Джеферсън (на английски: Jefferson County) е окръг в щата Илинойс, Съединени американски щати. Площта му е 1513 km², а населението - 40 045 души (2000). Административен център е град Маунт Върнън.